# Władca życzeń III: Miecz sprawiedliwości
Władca życzeń III: Miecz sprawiedliwości (tytuł oryg. Wishmaster 3: Beyond the Gates of Hell) – amerykański horror z 2001 roku, trzecia część Władcy życzeń. Film wydano na rynku wideofonicznym.

## Zarys fabuły
W trakcie badań o starożytności, studentka Diana Collins przypadkiem uwalnia uśpionego w kamieniu Dżina. Złowrogi Dżin morduje przyjaciół Diany, wspomagając się przy tym ich własnymi marzeniami.

## Obsada
- Jason Connery – profesor Joel Barash.
- John Novak – Dżin
- A.J. Cook – Diana Collins
- Tobias Mehler – Greg Jansen, później Archanioł Michał
- Louisette Geiss – Katie York
- Aaron Smolinski – Billy Matthews
- Emmanuelle Vaugier – Elinor Smith
- Sarah Carter – Melissa Bell
- Daniella Evangelista – Anne
- Jennifer Pudavick – Jose Rodriguez